# Bad Godesberg-i program
A Bad Godesberg-i program a Németország Szociáldemokrata Pártja (SPD) politikai céljait rögzítő alapdokumentum. Az SPD 1959. évi Bad Godesberg-i (ma Bonn része) rendkívüli kongresszusán az ún. demokratikus szocializmus programját fogadta el. A program elvetette az osztályharcot, a forradalmat, a kizsákmányoló és kizsákmányolt osztályok alapvető ellentétének tézisét és élesen elhatárolta a pártot a marxizmustól. A program szerint a szocializmus valamennyi társadalmi osztály és réteg demokratikus együttműködése során reformokkal valósul meg. A program az SPD-t a nagytőke számára is „kormányképessé” tette. A program a Szocialista Internacionálé egyik legbefolyásosabb tagpártjának programjaként jelentős hatással volt annak többi tagjára is.